# Amor en custodia
Amor en custodia (trad.: Amor em Custódia) é uma telenovela mexicana, produzida por Claudio Meilan e exibida pela Azteca entre 18 de julho de 2005 e 11 de agosto de 2006. 
É protagonizada por Margarita Gralia e Sergio Basañez junto à Paola Nuñez e Andrés Palacios.
Foi reprisada pelo Azteca Uno de 11 de outubro de 2021 a 22 de abril de 2022, às 16h30.

## Enredo
Juan Manuel vive nas redondezas da cidade realizando tarefas no campo. Sua mãe era mexicana, nascida no alegre porto de Veracruz, e soube contagiá-la com seu bom humor e sua alegria. Seu pai era um marinheiro cubano, cheio de ilusões, mas de pouco dinheiro.
Juan Manuel cresceu em Nova York, mais precisamente no Harlem, rodeado pelo afeto de sua mãe e de sua "tia", Soledad. A cultura negra do bairro lhe deixou marcas profundas. Seu pai, geralmente ausente, sempre ocupou o lugar de "ídolo" na vida de seu filho.
Mas um dia a vida da família Aguirre mudaria para sempre. Juan Manuel tinha uma entrevista para ocupar o posto de capataz no rancho da prestigiosa empresaria Paz Achaval Urien. Ela e sua família, conhecidos por todos, são os proprietários de una importante empresa cervejeira. Quando Juan Manuel estava chegando a propriedade, viu movimentos estranhos, um carro sem placas, pisadas, sombras. Isto lhe pareceu suspeito e, guiado por seu sexto sentido, ele se aproximou da casa. Paz estava lendo um livro quando bandidos fortemente armado entraram para tentar sequestrá-la, mas Juan Manuel impediu o sequestro. Assim, Juan Manuel e Paz se olharam pela primeira vez. Paz estava segura de que ninguém resguardaria sua vida como Juan Manuel.

## Elenco
- Margarita Gralia - Paz Achaval-Urien Bustamante / Samantha Martínez Carralero
- Sergio Basañez - Juan Manuel Aguirre
- Paola Nuñez - Bárbara Bazterrica Achaval-Urien  "Barbie"
- Andrés Palacios - Nicolás Pacheco
- Veronica Merchant - Victoria Achaval-Urien Bustamante
- Álvaro Guerrero - Franccesco Fosco (Carlos González)
- Fernando Sarfatti - Alejandro Bazterrica Manzilla
- Adriana Louvier - Tatiana Aguirre Velasco (Achaval-Urien) / Lucia Cáceres Achaval-Urien
- Sergio Kleiner - Santiago Achaval-Urien
- Verónica Langer - Alicia Almazan
- Carmen Madrid - Gabriela Velasco Almazan /Gabriela Achaval-Urien Almazan / Ariana
- Fabiana Perzabal - Laura Pacheco
- Bruno Bichir - Conrado Cáseres
- Gina Romand - Emilia Manzilla de Bazterrica
- Monica Dionne - Rosario Bazterrica Manzilla
- Itari Marta - Milagros Bazterrica Achaval-Urien "Millie"
- Regina Torné - Mercedes Bustamante de Achaval-Urien.
- Elvis González - Abel
- Surya MacGregor - Katia
- Ramiro Huerta - Ernesto Santos "Tango"
- Daniela Schmit - Lilí
- America Ferrer - Kenna
- Lisset - Carolina Costas
- Lupita Sandoval - Nora
- Irene Arcila - Inés Vázquez
- Daniel Martínez - Julián
- Carlos Millet - Gino
- Sophie Alexander - Noelia
- Aaron Beas - Fabrizio Alcorta
- Carlos Torres - Pedro "El mono"
- Claudette Maillé - Isabella di Andre
- Mauricio Esquivel - Panchito